# Hasta Mañana
Hasta Mañana – piosenka szwedzkiej grupy ABBA, która pochodzi z wydanego w 1974 roku albumu Waterloo. W niektórych krajach utwór ukazał się na singlu. Zespół rozważał zaprezentowanie „Hasta Mañana” na Konkursie Piosenki Eurowizji w Brighton, ostatecznie jednak wybrano „Waterloo”. Piosenka jest melodyjną balladą opowiadającą o rozstaniu zakochanych, którą zaśpiewała Agnetha Fältskog. Sesja nagraniowa miała miejsce 18 grudnia 1973 roku w Metronom Studio w Sztokholmie. W 1980 roku powstała hiszpańska wersja „Hasta Mañana”. W 1975 roku polską wersję piosenki nagrała Anna Jantar.

## Promocja piosenki
„Hasta Mañana” była jedną z pierwszych piosenek, która rozsławiła zespół w początkach swej kariery. Zespół wykonał ją m.in. w hiszpańskim programie Señoras y Señores wraz z „Waterloo”, „Honey Honey” i „Ring Ring” oraz w 1976 roku w Australii w programie The Best of ABBA / ABBA Down Under.